# Ordet (1943)
Ordet är en svensk dramafilm från 1943 i regi av Gustaf Molander. 

## Handling
Bonden Knut Borg och hans familj lever på Knutsgården i schartauansk religiös nit. Sonen Johannes studerar till präst men förlorar förståndet när hans fästmö dör i en olycka. Äldste sonen Knut Jr. har tröttnat på pappas religiositet, lämnar gården för att bli industriarbetare men återvänder berusad. Och yngste sonen Anders har förälskat sig i frikyrkopredikanten Skomakar-Luddes enda dotter Ester.

## Om filmen
Filmen premiärvisades 26 december 1943. Den spelades in i Filmstaden Filmstaden Råsunda med exteriörer filmade i Knäred och Laholm Halland av Gösta Roosling. Som förlaga har man Kaj Munks pjäs Ordet som uruppfördes på Betty Nansen-Teatret i Köpenhamn 1932. Kaj Munk mördades av Gestapo i Silkeborg en dryg vecka efter filmens premiär. Pjäsen filmades i Danmark 1955 i regi av Carl Th Dreyer. 

## Mottagande
Victor Sjöström fick lovord av stockholmspressens kritiker: "Hans gestaltning innebär en omedelbar fortsättning av den stora, imponerande linje, som han själv en gång inledde." menade Carlo Keil-Möller och även Stig Almqvist i Aftonbladet hänvisade till den svenska filmhistorien med orden "Det är onödiga överord att säga att denna film anknyter till den svenska filmens storhetstid."

## Roller i urval
- Victor Sjöström - Knut Borg den äldre, bonden på Knutsgården
- Wanda Rothgardt - Inger, hans sonhustru
- Gunn Wållgren - Kristina
- Holger Löwenadler - Knut, Borgs äldste son, gift med Inger
- Ludde Gentzel - Skräddar-Petter Pettersson, läsarpredikant
- Rune Lindström - Johannes, Borgs andre son
- Stig Olin - Anders, Borgs yngste bror
- Inga Landgré - Ester, Skräddar-Petters dotter, Anders käresta
- Torsten Hillberg - Bergman, läkare
- Olle Hilding - pastorsadjunkt Brandeus
- Gun-Britt Öhrström - Anna, Knuts och Ingers dotter
- Emmy Albiin - Maria i Myrbo
- Helga Brofeldt - Emma
- Albin Erlandzon - en man på läsarmötet
- Erik Forslund - begravningsgäst

## Musik i filmen
- Ingen hinner fram till den eviga ron, textförfattare: Lars Linderot, sång Victor Sjöström
- Nu har jag kommit hem, sång Ludde Gentzel
- Vi kör stora lass, kompositör: Sven Sköld, text Rune Lindström, sång Stig Olin
- Nun sich der Tag geendet hat, kompositör: Adam Krieger, text Johan Olof Wallin, läses av Victor Sjöström
- Syndare, täpp ej ditt öra, kompositör: Sven Sköld, text Rune Lindström, sång Ludde Gentzel
- Försona dig, kompositör: Sven Sköld, text Rune Lindström
- Uppvaktningssång, kompositör: Gunnar Johansson, text Rune Lindström, sång Victor Sjöström, Stig Olin, Gun-Britt Holmstedt och Lillemor Holmstedt
- Integer vitae scelerisque purus, kompositör: Friedrich Ferdinand Flemming, text Horatius. instrumental.